# Zählverfahren
Ein Zählverfahren ist eine statistische Auswerte- und Reduktionsmethode der Betriebsfestigkeit innerhalb des Fachgebietes der Werkstofftechnik. Zählverfahren werden verwendet, um einen regellosen Beanspruchungs-Zeit-Verlauf, beispielsweise Messdaten aus einem Fahrversuch, in ein Lastkollektiv zu überführen. Dieses Lastkollektiv bildet die Grundlage für eine theoretische Festigkeitsbeurteilung durch Vergleich mit einer entsprechenden Wöhler-Linie.
Charakteristisch für eine Zählung ist stets die Umwandlung einer Beanspruchungs-Zeit-Folge in eine Folge klassierter Umkehrpunkte und die anschließende Zählung eines festgelegten Merkmals als Schädigungs-Fundamentalereignis. Dabei werden einparametrige und zweiparametrige Zählverfahren unterschieden. Letztere erlauben eine eindeutige Rücktransformation von Mittelwerten und Amplituden. Reihenfolge- und Frequenzinformationen – aus Sicht der Betriebsfestigkeit ohnehin meist von untergeordnetem Interesse – gehen jedoch verloren.
Ein Zählverfahren erfasst zum Beispiel eines oder mehrere der folgenden Merkmale des Beanspruchungs-Zeit-Verlaufs:
- die Umkehrpunkte der Beanspruchung, das heißt entweder ein Maximum oder ein Minimum,
- die Größe des Bereichs zwischen einem Minimum und dem folgenden Maximum der Beanspruchung oder umgekehrt,
- die Beanspruchung überschreitet eine vorgegebene Klassengrenze in positiver oder negativer Richtung.

Verfahren, bei denen ein Merkmal erfasst wird, werden einparametrig genannt. Häufig verwendete einparametrige Zählverfahren sind:
- Spitzenzählung. Es werden die Maxima oberhalb und die Minima unterhalb der Grundbeanspruchung gezählt.
- Spitzenzählung zwischen Grundbeanspruchungsdurchgängen. Es werden nur die größten Maxima oder die kleinsten Minima zwischen zwei Grundbeanspruchungsdurchgängen gezählt, dadurch werden kleine Zwischenschwingungen vernachlässigt.
- Bereichszählung. Es wird die Größe der Klassenübergänge zwischen zwei Umkehrpunkten ausgezählt.
- Bereichspaarzählung. Es wird die Häufigkeit von vollen Schwingspielen ermittelt.
- Klassengrenzenüberschreitungszählung. Es werden Überschreitungen von vorgegebenen Klassengrenzen gezählt.
- Klassengrenzenüberschreitungszählung mit Rückstellbreiten. Dieses Verfahren ist eine Abwandlung der Klassengrenzenüberschreitungszählung. Die Überschreitungen der vorgegebenen Klassengrenze werden erst gezählt, wenn die Beanspruchung unter eine zweite zugehörige Klassengrenze zurückfällt. Die Differenz zwischen der ersten und der zweiten zugehörigen Klassengrenze ist die Rückstellbreite. Dadurch werden kleinere Zwischenschwingungen aus dem Zählergebnis herausgefiltert.

Verfahren, bei denen zwei Merkmale erfasst werden, werden zweiparametrig genannt. Häufig verwendete zweiparametrige Zählverfahren sind:
- Bereichs- und Mittelwertzählung
- Bereichspaar- und Mittelwertzählung
- Von-Bis-Zählung
- Rainflow-Zählung